# Edward Claudius Herrick
Pour les articles homonymes, voir Herrick.
Edward Claudius Herrick est un entomologiste américain, né le 24 février 1811 à New Haven où il est mort le 11 juin 1862.
Il est le fils de Claudius Herrick et d’Hannah née Pierpont. Il obtient son Master of Arts à l’université Yale en 1838. Il s’intéresse aux mouches telle la mouche de Hesse ou cécidomyie Mayetiola destructor (Say, 1817). Il recherche notamment les parasites des insectes nuisibles. Il est bibliothécaire à Yale de 1843 à 1858.